# 나이바샤두더지쥐
나이바샤두더지쥐(Tachyoryctes naivashae)는 소경쥐과에 속하는 설치류의 일종이다. 케냐의 토착종이다. 자연 서식지는 아열대 또는 열대 기후 지역의 습윤 산지 숲과 습윤 사바나 지역, 농지, 목초지이다. 일부 분류학자들은 동아프리카두더지쥐(Tachyoryctes splendens)와 같은 종으로 간주하기도 한다.